# Peugeot Typ 25
Der Peugeot Typ 25 ist ein frühes Automodell des französischen Automobilherstellers Peugeot, von dem von 1898 bis 1902 im Werk Audincourt 2 Exemplare produziert wurden.

## Beschreibung
Die Fahrzeuge hatten einen Zweizylinder-Viertaktmotor eigener Fertigung, der im Heck liegend eingebaut war und über Kette die Hinterräder antrieb. Der Motor hatte 463 cm³ Hubraum mit einer Bohrung von 96 mm und 32 mm Hub und leistete zwischen 6 und 7 PS. Die Normaldrehzahl des Motors lag bei 680/min. Der Tankinhalt betrug 35 Liter. Das Wasserreservoir für die Kühlung betrug 38 Liter. Der Motor hatte ein Eigengewicht von 105 kg das schon im Karosseriegewicht berücksichtigt wurde. Das Leergewicht von 1080 kg setzte sich wie folgt zusammen: Karosserie 937,5 kg, Kühlwasser 38 kg, Brennstoff 24,5 kg, Fahrzeugführer 70 kg, Öl und Zubehör 10 kg; es verteilte sich auf die Vorderachse mit 616 kg und auf die Hinterachse mit 464 kg. Das Fahrzeug hatte eine erlaubte Zuladung von 210 kg. Das entsprach drei Personen mit je 70 kg. Bei voller Zuladung hatte das Fahrzeug ein Gesamtgewicht von 1290 kg, wovon 686 kg auf die Vorderachse und 604 kg auf die Hinterachse entfielen.
Bei einem Radstand von 190 cm betrug die Fahrzeuglänge 280 cm und die Fahrzeughöhe 190 cm. Die Karosserieform Coupé bot Platz für drei Personen.
Ein Fahrzeug nahm am „Concours de voitures de places automobiles“ im Jahr 1898 in Paris teil, bei dem es als Vergleichsfahrzeug gegen elektrisch angetriebene Fahrzeuge diente.
- Peugeot Typ 25 (erstes Fahrzeug in der Aufreihung bei der Vergleichsfahrt von 1898)
- Peugeot Typ 25
- Peugeot Typ 25 (Ansicht auf Motor)
- Peugeot Typ 25 Chassis